# Шкловер, Виктория
Виктория Шкловер (род. 18 января 1984, Киев) — эстонская фигуристка, выступавшая в парном катании с Валдисом Минталсом. Четырёхкратная чемпионка Эстонии.

## Карьера
Выступала в паре с Валдисом Минталсом с 1998 по 2002 год. Дуэт участвовал в чемпионатах мира среди юниоров, «взрослых» чемпионатах мира и чемпионатах Европы.
Наивысшим их достижением на международной арене были 10-е места чемпионатов Европы 2000 и 2001 года, а также 17-е места чемпионатов мира в 2000 и 2002 году.